# Carsharing

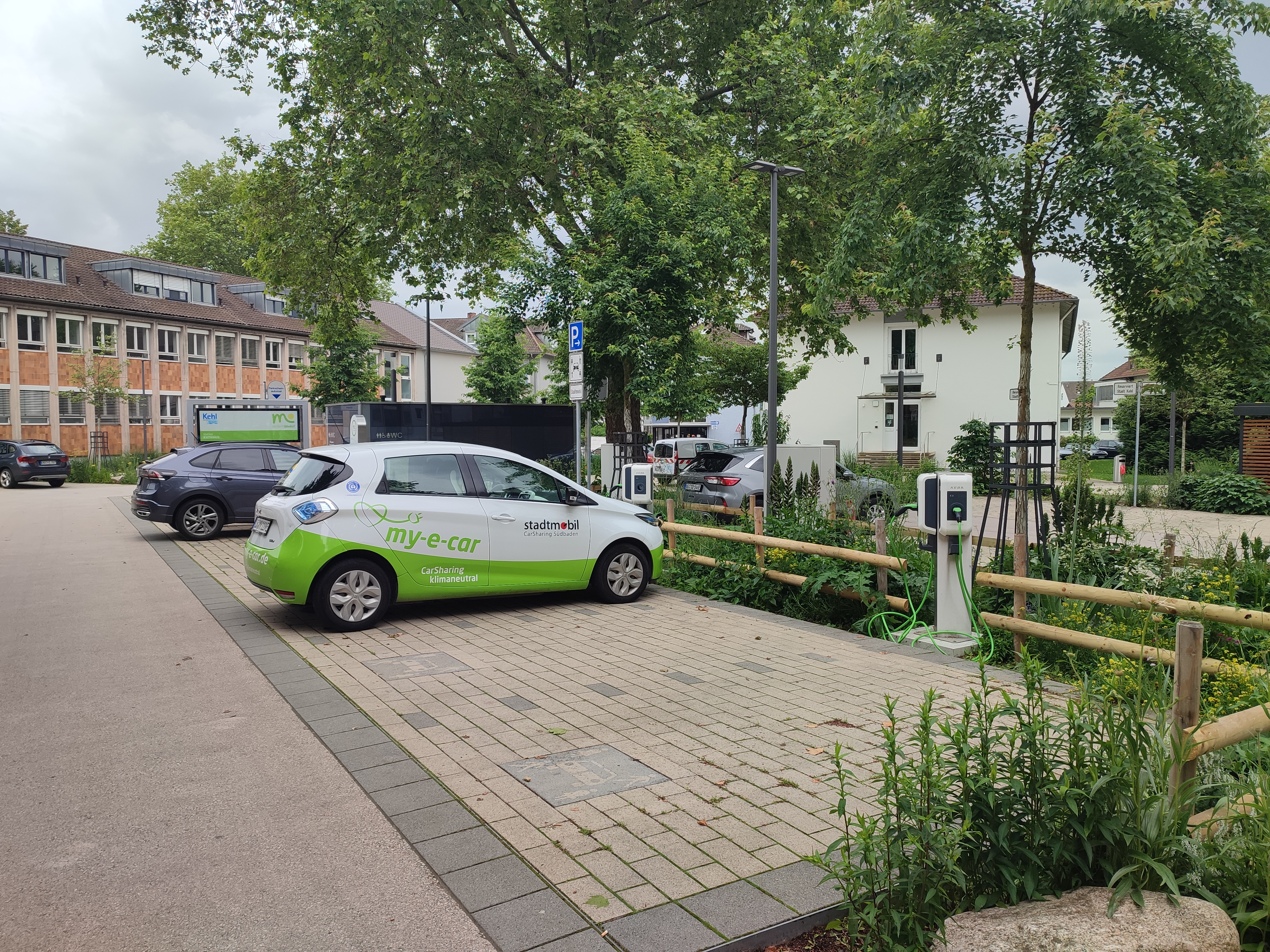
Elektro-Ladestation vom Carsharing-Anbieter Stadtmobil Südbaden in Kehl

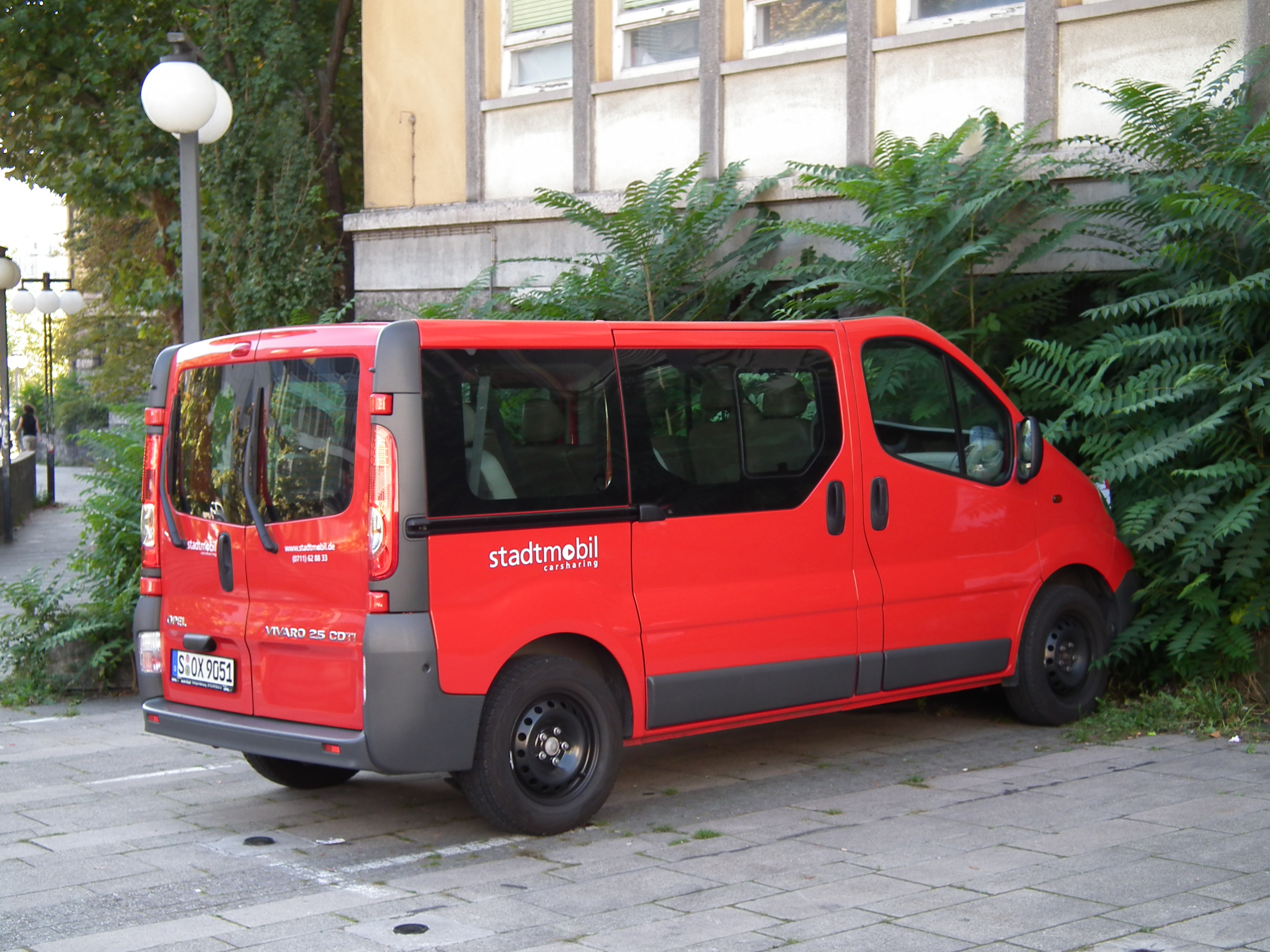
Transportwagen vom Carsharing-Verbund Stadtmobil in Stuttgart

Der deutsche Gesetzgeber versteht unter Carsharing [ˈkaː(ɺ)ˌʃeəɺɪŋ] (englisch car „Auto“, to share „teilen“; auf Deutsch etwa: „Autoteilen“ oder „Gemeinschaftsauto“) die organisierte gemeinschaftliche Nutzung eines oder mehrerer Automobile auf der Grundlage einer Rahmenvereinbarung.
Carsharing ist gewissermaßen Autovermietung im Abonnement, wodurch ein Vertragsabschluss für die jeweilige Nutzung nicht mehr erforderlich ist, sondern nur eine Reservierung. Anders als konventionelle Autovermietungen ist damit ein kurzzeitiges, auch minutenweises Anmieten von Fahrzeugen möglich. Die Nutzung der Fahrzeuge wird dabei über einen die Energiekosten mit einschließenden Zeit- oder Kilometertarif oder Mischformen solcher Tarife abgerechnet. Das Autoteilen unter Nachbarn und Bekannten bzw. über Vermittlungsplattformen fällt unter den Begriff Privates Carsharing.

## Begriff
Der englische Begriff carsharing (heute meist in einem Wort geschrieben, alternativ auch Car-Sharing oder (als Bild-/Wortmarke) CarSharing) wird in den meisten Sprachen und Ländern im Sinne dieses Artikels verwendet. Eine Ausnahme bildete Großbritannien, wo mit car sharing (in zwei Wörtern) ursprünglich die Fahrgemeinschaft gemeint war und für das Autoteilen der Begriff car club verwendet wurde. Weitere bekannte Ausnahmen sind autodelen (niederländisch), autopartage (französisch), auto condivisa (italienisch) und bilpool (norwegisch, schwedisch).
Bereits 1975 taucht der Begriff in einer Artikelüberschrift in der Londoner Times auf: „Car-sharing among plans to ease London traffic“. Die Stadtverwaltung GLC wandte sich mit der noch nicht ausgefeilten Idee, „Methoden der gemeinsamen Automobilnutzung“ einzuführen, gegen den Automobilclub RAC, der mehr und breitere Straßen gegen den Verkehrskollaps forderte. Das Experiment begann 1977 in Ipswich, war jedoch eher eine Mitfahrzentrale als ein Dienst, Autos von mehreren Fahrern nutzen zu lassen.

## Organisation

Die 2020 in Deutschland eingeführte Carsharing-Plakette

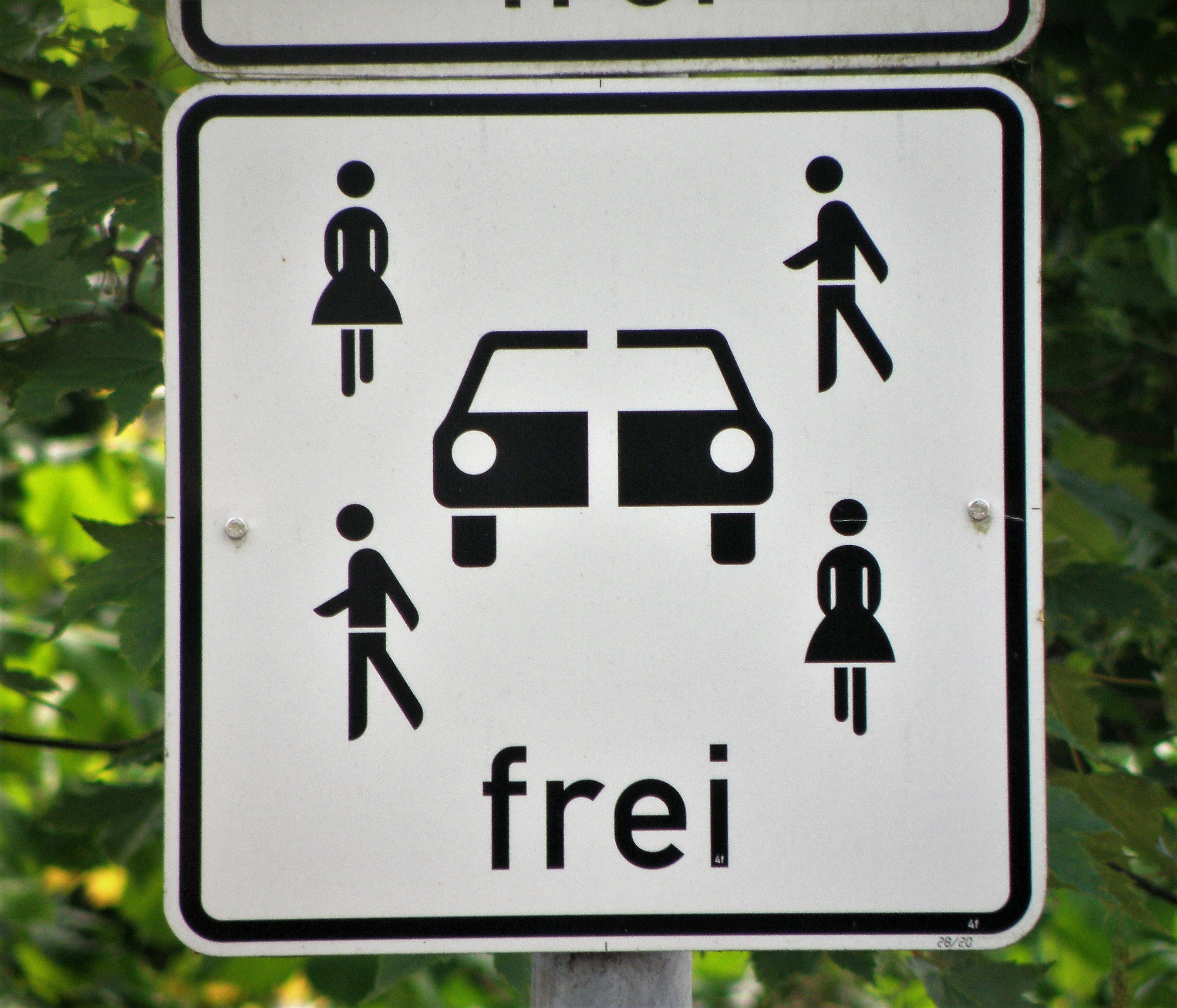
Das in Deutschland im Jahr 2020 eingeführte Zusatzzeichen 1024-21: „Carsharingfahrzeuge frei“

Die Fahrzeuge einer Carsharing-Organisation sind entweder auf fest angemieteten Parkplätzen über eine Stadt oder einen größeren Ort verteilt oder parken im öffentlichen Straßenraum. Die festen Mietstationen befinden sich häufig an Verkehrsknotenpunkten des öffentlichen Verkehrs wie Bahnhöfen, Tramknoten, Endstationen von Buslinien, wo sie von den Nutzern gut erreichbar sind. Die vorab reservierten Fahrzeuge werden meist benutzt, um von diesen Knotenpunkten aus abgelegenere Ziele zu erreichen. Es gibt unterschiedliche Organisationsformen, die teilweise auf dem System der Leihwagen beruhen:
- Stationsgebundenes Carsharing: Das Fahrzeug ist fest an einen bestimmten Standort, eine Straßenadresse oder eine fest gemietete Bucht in einem Parkhaus, gebunden, wo es abgeholt wird und vor Ablauf der gebuchten Zeit wieder abgestellt werden muss.
- Der Nutzer muss vorher entscheiden, an welchem Standort des Carsharing-Anbieters das Fahrzeug abgeliefert werden soll.
- Das als Free Floating Car bezeichnete Fahrzeug kann innerhalb eines fest definierten Nutzungsgebiets auf jedem freien Parkplatz abgestellt werden. Das Fahrzeug kann typischerweise per GPS lokalisiert werden.

Das Carsharing ist ein Mittel der „kombinierten Mobilität“. Es kann und will den öffentlichen Verkehr nicht ersetzen, der als Zubringer zu den Parkplätzen dient. Für Pendler, die den ganzen Arbeitsweg nicht anders als mit dem Auto zurücklegen können, ist es in der Regel keine sinnvolle Alternative; dazu eignen sich eher Fahrgemeinschaften und Mitfahrgelegenheiten. Das Konzept ist mehr für unregelmäßige Fahrten oder Transporte vorgesehen.
Ein zunehmend beliebter Anwendungsfall für Carsharing ist die Nutzung eines Carsharing-Fahrzeugs am Flughafen. Die Freefloating-Anbieter wie z. B. Free2move versehen dabei ihren Service mit einer extra Flughafengebühr. Am Flughafen selbst werden spezielle Parkplätze für die Carsharing-Fahrzeuge ausgewiesen. Damit ist Carsharing eine weitere Mobilitätsoption am Flughafen ergänzend zum ÖPNV und Taxi.
Mitglieder der Carsharing-Organisationen gehen meist eine langfristige, zum Teil kostenpflichtige Mitgliedschaft in der Organisation ein. Die Organisation und nicht die einzelnen Teilnehmer sind Eigentümer der Autos und – im Unterschied zum nachbarschaftlichen Autoteilen – für die Wartung und Reparatur der Fahrzeuge verantwortlich.
Ein Konzept, das dazwischen liegt, wurde von Citeecar angeboten: Hier konnten sich Kunden als sogenannte „Hosts“ bewerben. Sie mussten einen Parkplatz vorweisen und übernahmen die Patenschaft für ein Fahrzeug, wobei sie für Sauberkeit und Wartung sorgten. Vergütet wurde diese Tätigkeit mit einem Fahrguthaben. Allerdings wurde das Konzept vom Markt nicht angenommen, Citeecar musste nach eigenen Angaben am 3. Dezember 2015 einen Insolvenzantrag stellen.

## Ablauf einer Autobenutzung
Die Größe der Carsharing-Organisationen ist sehr unterschiedlich. Entsprechend werden verschiedene Systeme zur Reservierung eingesetzt, von den einfachen mit Schlüsselkästen und manueller Buchung bis hin zu hochkomplexen computergestützten Lösungen mit GPS-Ortung. Bei den größeren Organisationen ist heute die automatische Buchung über Internet oder Telefoncomputer rund um die Uhr üblich.
Die Fahrzeuge größerer Organisationen sind heute mit Bordcomputern ausgerüstet, die automatisch mit der Zentrale synchronisiert werden. Die Bordcomputer geben das Fahrzeug den Berechtigten für die gebuchte Zeitspanne frei. Solche Systeme sind bei größeren Organisationen nicht nur effizienter als manuelle Buchungen, sondern auch notwendig, um Missbrauch zu verhindern.
Bei den nicht stationsgebundenen Modellen meldet das Auto seinen Standort an die Zentrale. Die Kunden können sich dabei online ein Fahrzeug suchen und üblicherweise maximal 15 Minuten reservieren.
Bei stationsbasierten Systemen sind die Teilnehmer für die rechtzeitige Rückgabe der Fahrzeuge am richtigen Ort und in sauberem Zustand selbst verantwortlich. Insbesondere bei verspäteter Rückgabe werden mitunter hohe Bußen gefordert, weil sich die nachfolgenden Teilnehmer darauf verlassen, ihr gebuchtes Fahrzeug am Standort vorzufinden. Viele Organisationen betreiben Callcenter, wo Pannen oder Notfälle gemeldet werden müssen. Sie organisieren gegebenenfalls Ersatzfahrzeuge.
Vom Bordcomputer wird ebenfalls die Abrechnung ausgelöst. Verrechnet werden meist Gebühren für die Anzahl der gefahrenen Kilometer und für die Benutzungsdauer. Die Kosten für Treibstoffe, Verbrauchsmittel, Reinigung, Versicherung etc. sind in der Regel in die Preise integriert. Meist werden auch vergünstigte Tages-, Wochen- und Monatspauschalen angeboten.
Unterschiede gibt es im Zugang zur Buchungsmöglichkeit. Während viele Anbieter eine einmalige Anmeldung mit Führerschein und Ausweis anbieten und die Zahlungen im Lastschriftverfahren einziehen, ist es z. B. bei drivy (Vermittlung von Privatautos) nur möglich, im Rahmen der Internetbuchung per Kreditkarte zu bezahlen.

## Kosten
Carsharing ist preisgünstiger als der Betrieb eines eigenen gleichartigen Fahrzeugs, solange die jährlich gefahrenen Kilometer und Nutzungszeiten unter der Rentabilitätsschwelle liegen. Diese ist bei den einzelnen Anbietern und je nach Tarif unterschiedlich, meist zwischen 10.000 und 20.000 Kilometern pro Jahr. Die Stiftung Warentest kam in einer Modellrechnung mit 5.000 Jahreskilometern auf Kosten von 138 Euro pro Monat, mit einem eigenen Wagen dagegen auf 206 Euro pro Monat.
Feste Kosten wie Anschaffungskosten, Stellplatz- oder Garagenmiete, Kraftfahrzeugsteuer und Versicherungsprämien entfallen. Bei Nichtbenutzung ist je nach Anbieter nur eine geringe oder gar keine Gebühr (z. B. Anmeldegebühr, monatlicher Beitrag) zu zahlen. Die meisten Anbieter integrieren einen Pannendienst, was eine zusätzliche Mitgliedschaft bei Verkehrsclubs überflüssig macht. Die Kosten für das Carsharing selbst setzen sich meist zusammen aus den sogenannten fixen Kosten (z. B. Kaution, Anmeldegebühren, Monatsbeiträge) und den Fahrtkosten. Die Fahrtkosten wiederum bestehen bei den klassischen Carsharing-Anbietern aus den Kosten für die gebuchte bzw. genutzte Zeit und den gefahrenen Kilometern; bei einigen Freefloating-Anbietern wird nur die Fahrzeit berechnet, Parkzeiten sind günstiger. Voraussetzung für die Mitgliedschaft im Bundesverband Carsharing (bcs) ist, dass die gefahrenen Kilometer berechnet werden – nur so sieht der Bundesverband den ökologischen Anspruch gewährleistet, keine überflüssigen Wege mit dem Auto zurückzulegen.
Je nach Anzahl der Nutzer und Professionalitätsanspruch stellen die Anbieter einen verhältnismäßig neuwertigen und modernen Fahrzeugpark (inkl. Navigationsgeräte, Kindersitz, Klimaanlage etc.) zur Verfügung. Die Anschaffungs- und Reparaturkosten müssen im Geschäftsmodell entsprechend kalkuliert werden.

## Unterschied zum konventionellen Autoverleih
In den Anfangszeiten des Carsharing gab es noch sehr große Unterschiede zum konventionellen Autoverleih, der die Fahrzeuge meist nur tageweise anbot. Zudem wird bis heute vom Kunden eines Autoverleihs verlangt, dass das Fahrzeug vollgetankt abgeliefert wird. Das Geschäftsmodell des Carsharing unterscheidet sich ferner dadurch, dass die Kosten aus Fahrzeit und Fahrkilometer errechnet werden, während der konventionelle Autoverleih mit einem Festpreis arbeitet und die variablen Kosten bei Kraftstoff dem Kunden auferlegt. Bei Carsharing wirkt sich unterschiedliches Fahrverhalten somit nicht auf die Kosten aus. Dafür hat der Kunde bei Carsharing die Vorteile eines besseren Zeitmanagements, der Buchung übers Internet und der transparenten Abrechnung, was insbesondere bei der beruflichen Nutzung zu berücksichtigen ist.

## Unterschied zum Individualfahrzeug
Mit Carsharing kann eine umfassende Mobilität gewährleistet werden, die das Auto als Ergänzung zu öffentlichem Verkehr, Fuß- und Fahrradverkehr versteht. Dadurch werden diese Verkehrsträger gefördert, und der Straßenverkehr insgesamt entlastet. Vor allem in städtischen Wohnquartieren, wo nicht für alle Fahrzeuge ein Parkplatz zur Verfügung steht, kann Carsharing eine Entlastung bringen.
Viele Carsharing-Anbieter bieten unterschiedliche Fahrzeugtypen an, die der Kunde je nach Situation und Bedarf auswählen kann (z. B. Klein- oder Sportwagen, Kombi, Kleinbus oder Transporter). Bei manchen Anbietern hat der Fahrer allerdings erst ab einem bestimmten Alter Zugriff auf das gesamte Angebot.
Der Fahrer muss sich zudem nicht um die Wartung des Fahrzeugs und behördliche Formalitäten wie Umweltplakette, Hauptuntersuchung oder Untersuchung des Motormanagements und Abgasreinigungssystems kümmern. Die rechtlichen Fragen sind zwischen dem Eigentümer (Carsharing-Organisation) und den Fahrern (Carsharing-Nutzern) eindeutig geregelt.
Jedoch ist der Grad der Personalisierung der Fahrzeuge gering. Man kann also beispielsweise keine Ziele im Navigationssystem oder Stationen im Radio dauerhaft speichern und in der Regel müssen selbstverschuldete Verunreinigungen bei Mietende beseitigt werden, damit der nächste Nutzer ein sauberes Auto vorfindet. Benötigte Zusatzausstattung wie beispielsweise Kindersitze muss der Benutzer häufig selbst mitbringen. Für längere Strecken wie etwa Urlaubsfahrten oder Dienstreisen sind die Kosten in der Regel höher als bei anderen Verkehrsmitteln.
Mehrere Studien weisen auf eine bessere Umweltbilanz hin. So sind die im Carsharing eingesetzten Fahrzeuge in der Regel deutlich neuer als Privatfahrzeuge und profitieren daher früher von der technologischen Entwicklung. Laut dem Bundesverband Carsharing liegt der durchschnittliche CO2-Ausstoß pro Kilometer um 16 Prozent unterhalb dessen von Privatfahrzeugen. Zudem würden viele Carsharing-Kunden auf ein eigenes Auto verzichten, wodurch der Flächenverbrauch sinke und weniger Fahrzeuge hergestellt würden. Ein Carsharing-Fahrzeug ersetze im Durchschnitt vier bis acht PKW. Zudem fördere Carsharing die Nutzung von anderen Verkehrsträgern wie dem Fahrrad, Bahnen und Bussen, da bei einer Fahrt mit einem Carsharing-Auto der Anteil der Fixkosten an den Gesamtkosten deutlich geringer ist als bei einem privaten PKW. In Bezug auf die Umweltbilanz ist allerdings zu beachten, dass hierbei der Energie- und Rohstoffbedarf zur Herstellung eines Neuwagens bei Privatfahrzeugen nicht berücksichtigt wurde.
Eine gemeinsame Studie des Öko-Instituts in Freiburg und des Instituts für sozial-ökologische Forschung in Frankfurt (ISOE), bei der von 2013 bis 2017 in Stuttgart, Frankfurt und Köln die Auswirkungen des stationsunabhängigen Carsharings untersucht wurde, kam abweichend zu dem Schluss, dass das Carsharing keinen positiven Einfluss auf die Umwelt habe, weil sich in der Praxis der Fahrzeugbestand nicht durch Carsharing vermindere, da Carsharing oft eine Übergangslösung für jüngere Nutzer sei, die aus Kostengründen zunächst auf ein eigenes Fahrzeug verzichten müssten und später bei gestiegenem Einkommen doch ein eigenes Fahrzeug erwerben würden. Insbesondere fielen die Free-Floating-Carsharing-Standorte mit verbrennungsbetriebenen Fahrzeugen schlecht auf. Potential im Carsharing bestehe durch bessere Förderung, wie dem Carsharinggesetz.
Beim Carsharing können sich Datenschutzprobleme ergeben, da sich Bewegungsprofile der Fahrzeugnutzer erstellen lassen. Dies hat jedoch bei der gewerblichen Nutzung große Vorteile für die Abrechnung. Der Fahrzeughersteller BMW hat beispielsweise mitgeteilt, dass die von ihm für Carsharing-Zwecke bestimmten Fahrzeuge mit einem Modul ausgerüstet sind, das zusätzliche Fahrzeug- und Bewegungsdaten speichert. Derartige Daten fanden im Mai 2016 Verwendung bei der Verurteilung eines Carsharing-Nutzers.
Beobachter sehen in der rein zeitbasierten Ausleihe bei nicht stationsbasierten Anbietern ein erhöhtes Unfallpotential durch Zeitdruck.

## Organisationsmodelle

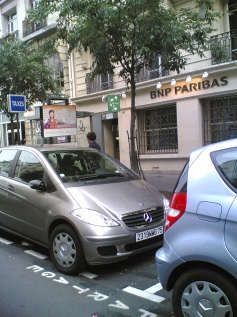
Carsharing-Parkplatz in Paris

### Grundsätzliches
Wesentliche Unterschiede zu anderen Modellen wie Leihwagen sind die langfristige vertragliche Bindung des Kunden an das Carsharing-Unternehmen und ein anderes Kostenmodell. Dabei werden in der Regel Kosten für Versicherung, Treibstoff bzw. Energie (bei Elektroautos) und Zubehör (z. B. Kindersitz) nicht gesondert berechnet. Der Nutzer muss also nicht ein vollbetanktes Auto abliefern. Entsprechend den Bedürfnissen des Kunden werden verschiedene Tarife angeboten. Die Betreuung des Kunden erfolgt telefonisch oder über das Internet. Der Nutzer muss das Fahrzeug in Selbstbedienung abholen und auch wieder abgeben.
Es gibt zwei grundsätzlich verschiedene Modelle für die Stationierung der Fahrzeuge:
- mit festen Stationen
- ohne Stationen („free floating“)

### Feste Stationen / stationsbasiert
Das Fahrzeug befindet sich auf einem reservierten Parkplatz, der nicht von anderen benutzt werden darf. Dieser befindet sich meist auf Privatgrundstücken; in einigen Städten werden dafür aber auch öffentliche Parkplätze reserviert und einem Carsharing-Anbieter zur Verfügung gestellt, der dann den Parkplätzen bestimmte Autos zuordnen kann.
Die Fahrzeuge sind fest einem Parkplatz bzw. einer Station zugeordnet und müssen vorher reserviert werden (wobei das meist bis kurz vor Abfahrt möglich ist, aber auch Wochen oder Monate im Voraus). Im Gegenzug ist durch die Reservierung das gebuchte Fahrzeug für den gebuchten Zeitraum garantiert verfügbar. Üblicherweise muss die Nutzungsdauer des Fahrzeugs vorher festgelegt werden und kann nur verlängert werden, wenn das Auto anschließend noch nicht von anderen Nutzern gebucht ist. Bei verspäteter Rückgabe (ohne Verlängerung) wird meist eine Vertragsstrafe fällig.
Nutzer können per Internet die verfügbaren Stationen und Fahrzeuge einsehen, um ein Fahrzeug zu buchen. An verschiedenen Stationen gibt es oft verschiedene Fahrzeugtypen (etwa Kleinwagen, Kombi oder Kleintransporter), die gezielt gebucht werden können, wenn der Nutzer einen bestimmten Typ wünscht.
Die meisten frühen Carsharing-Anbieter nutzten dieses Modell.

### Ohne Stationen / free floating
Das Fahrzeug hat keinen festen Standort, nur ein festes Nutzungsgebiet (etwa das Gebiet einer Stadt). Jeder Nutzer darf es nach Nutzung auf einem beliebigen öffentlichen Parkplatz im Nutzungsgebiet abstellen. Die Fahrzeuge übermitteln automatisch ihren Standort an eine Zentrale, und mögliche spätere Nutzer können per Internet aktuelle Standorte einsehen, um ein Fahrzeug zu finden. Mehrere Anbieter erlauben das Abstellen im gesamten Geschäftsgebiet, andere beschränken das Abstellen auf Parkraumquartiere.
Meist gibt es nur einen Fahrzeugtyp und eine vorherige Reservierung ist nicht möglich.

### Kombination beider Modelle
Erste mittelständische Anbieter in Deutschland halten zusätzlich zum stadtweiten stationsbasierten Carsharing-Angebot eine meist kleinere Flotte stationsunabhhängiger Fahrzeuge bereit (stadtmobil Hannover, stadtmobil Rhein-Neckar, book-n-drive, StadtTeilAuto Osnabrück, teilAuto „cityflitzer“ Leipzig, StattAuto in Kiel und Lübeck, cambio „smumo“ in Bremen). Damit können die Kunden bei ein und demselben Anbieter von den Vorteilen beider Systeme profitieren. Länger planbare Fahrten können im Voraus mit stationsbasierten Fahrzeugen reserviert werden, spontane Fahrten werden ohne Reservierung und ohne Angabe eines Rückgabezeitpunktes mit Freefloating-Fahrzeugen durchgeführt.

## Entwicklung und heutiger Stand
Die Idee der gemeinsamen Nutzung eines Fahrzeugs und nachbarschaftliches Autoteilen wird im privaten Bereich von jeher praktiziert. Die erste dokumentierte Carsharing-Organisation ist die Schweizer Selbstfahrergenossenschaft (SEFAGE) in Zürich 1948.
Bereits in den 1960er Jahren sind im Zusammenhang mit Studien zur zukünftigen, computergestützten Verkehrssteuerung Konzepte von Carsharing entstanden.
In den frühen 1970er Jahren gab es die ersten größeren Projekte: Das ProcoTip-System in Frankreich überdauerte nur zwei Jahre. Ein ambitionierteres Projekt aus Amsterdam hieß Witkar, das auf kleinen Elektrofahrzeugen und elektronischen Bedienelementen für Reservierung und Rückgabe beruhte sowie auf vielen Standorten in der Stadt. Das Projekt wurde Mitte der 1980er Jahre aufgegeben.
Die 1980er Jahre können als Wendepunkt bezeichnet werden. Mehrere kleinere Carsharing-Projekte entstanden in der Schweiz und Deutschland sowie in Norwegen (Bilkollektivet) und in den Niederlanden (CollectCar). Ab den 1990er Jahren erlebten diese und weitere Projekte wie CommunAuto und AutoShare in Kanada, Car Sharing Portland (später Flexcar) in Portland (Oregon) und Zipcar bei Boston sowie CityCarClub in Großbritannien ein deutliches Wachstum.
Der weltweite Markt für Carsharing umfasst eine Milliarde Euro. Eine Studie einer Beratungsagentur erwartete bis 2016 ein Wachstum auf zehn Milliarden Euro.
Warum zahlreiche Anbieter mit unterschiedlichen Konzepten so schnell wieder aus dem Markt verschwunden sind, untersuchte eine Studie des Instituts für Marketing & Management der Universität Hohenheim in Stuttgart in Kooperation mit europäischen Forschungspartnern. Zentrale Erkenntnisse der Studie: Wirklich überzeugen könnten nur elektrobetriebene Fahrzeuge und Carsharing-Konzepte, die zur Lebenswirklichkeit der Konsumenten passten. Unabdingbar seien dabei bequeme und flexible Nutzungsmöglichkeiten sowie ein hoher Service-Level.

### Deutschland
1988 wurde in Berlin die StattAuto Berlin (seit 2006 unter dem Namen Greenwheels) als älteste Carsharing-Organisation Deutschlands gegründet. 1990 und 1991 entstanden in Aachen, Bremen und Freiburg im Breisgau weitere Organisationen.
Die Anzahl der bei einem Carsharing-Anbieter angemeldeten Nutzer in Deutschland beläuft sich nach Angaben des Bundesverbandes CarSharing e. V. (bcs) zum Jahresbeginn 2024 auf 5,51 Millionen. Dabei entfallen auf das stationsunabhängige Carsharing 4,5 Millionen Personen. Stationsbasierte Anbieter kommen auf 1 Million Fahrberechtigte.
Stand 2025 sind 297 Carsharing-Anbieter in Deutschland aktiv. In 44 Städten stehen reine stationsunabhängige Systeme zur Verfügung. In weiteren 27 Orten gibt es Kombinationsmodelle aus stationsunabhängigen und stationsbasierten Systemen. Rein stationsbasierte Anbieter sind 1.385 Orten aktiv.
In Deutschland stehen 27.400 Fahrzeuge in stationsunabhängigen Systemen und 18.000 Fahrzeuge in stationsbasierten Systemen zur Verfügung. Die Flotten sind dabei seit 2020 um 19.600 Fahrzeuge bzw. 56 % gewachsen.
Carsharing wird in Deutschland neben den im Folgenden genannten „kommerziellen Angeboten“ in zwei Organisationsformen betrieben:
- Kapitalgesellschaften (in Form einer GmbH oder AG): Viele Gesellschaften sind Ausgründungen aus Vereinen oder professionell geführte Vereine, die größere Teile der Bevölkerung erreichen wollen. Zum Teil geschieht dies auch in Form von Genossenschaften.
- Kleinere Vereine und Nachbarschaftsgruppen: Diese Gruppen legen lediglich die Kosten um, sind also nicht gewinnorientiert und operieren meist in einem lokalen oder stadtteilbezogenen Umfeld. Sie stellen die größte Anzahl von Carsharing-Organisationen dar, bieten aber in der Regel nur einzelne Fahrzeuge an.

#### Kommerzielles Angebot

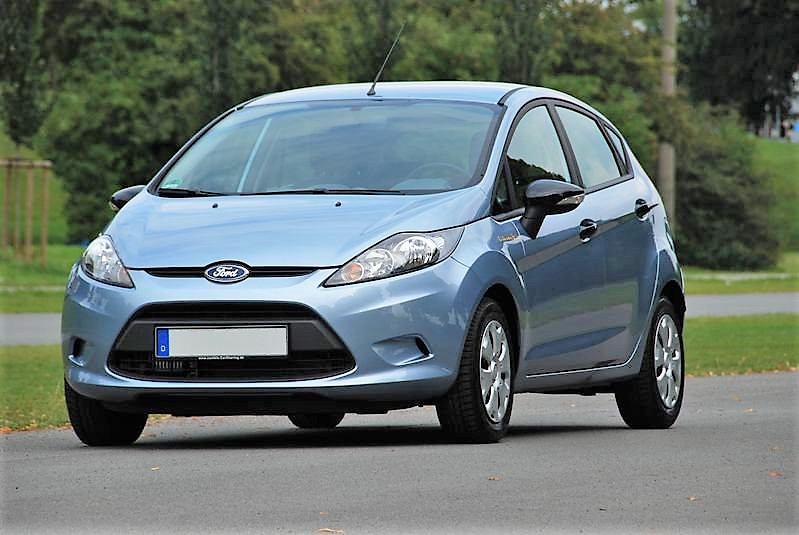
cambio (Carsharing) Auto in Bremen

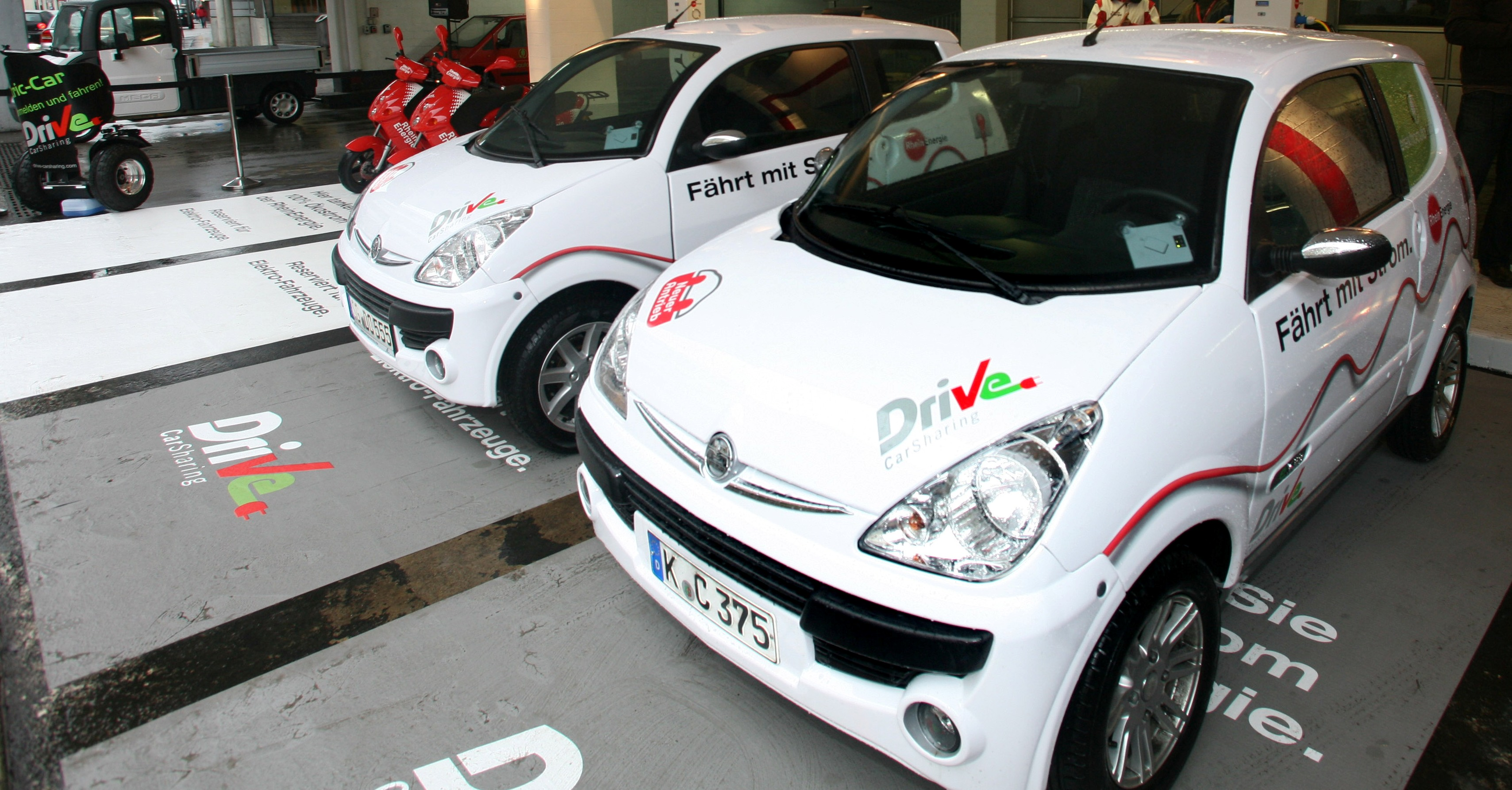
Carsharing-Elektroautos in der Kölner Innenstadt

Die größten Carsharing-Verbünde Deutschlands mit mindestens 10.000 Kunden sind (Stand Mai 2025)
- cambio CarSharing in 47 deutschen Städten, darunter Aachen, Berlin, Bielefeld, Bonn, Bremen (auch Standort der Buchungszentrale), Bremerhaven, Delmenhorst, Dortmund, Düsseldorf, Euskirchen, Flensburg, Hamburg, Köln, Lüneburg, Oldenburg, Saarbrücken und Wuppertal, hat etwa 2.700 Fahrzeuge für rund 145.000 Kunden und zusätzlich Stationen in Belgien (Stand Februar 2024).[19]
- Free2move ist ein weltweiter Free-Floating-Carsharing-Konzept, welches im Jahr 2012 von der Groupe PSA gegründet wurde. Die Flotte umfasst rund 450.000 Fahrzeuge.
- Miles Mobility (Eigenschreibweise: MILES Mobility) ist ein konzernunabhängiger Carsharing-Anbieter und mit über 21.000 Fahrzeugen in 12 Städten in Deutschland (Berlin, Potsdam, Hamburg, München, Köln, Düsseldorf, Bonn, Duisburg, Wuppertal, Solingen, Stuttgart, Augsburg) sowie drei Städten in Belgien (Antwerpen, Brüssel, Gent) aktiv. Im Herbst 2022 hat MILES von der Volkswagen AG deren Carsharing-Tochter, WeShare, übernommen.[20]
- Sixt share ist ein Carsharing-Angebot von Sixt.
- Stadtmobil in Berlin, Rhein-Ruhr, Hannover und Umgebung, Rhein-Main, Rhein-Neckar, Stuttgart und Umgebung, Karlsruhe und Umgebung sowie Pforzheim hat über 4.000 Fahrzeuge für rund 100.000 Kunden und kombiniert stationsbasiertes mit dynamischem (free-floating) Carsharing.
- teilAuto in 28 Städten in Sachsen, Sachsen-Anhalt und Thüringen hat rund 100.000 Kunden und ca. 2.050 Fahrzeuge (Stand Mai 2025).[21] Seit Februar 2018 bietet teilAuto im Stadtgebiet von Leipzig auch eine Free Floating-Flotte von 100 Fahrzeugen an.

Manche Carsharing-Organisationen gehören keinem Verbund an, weisen aber gleichwohl eine beachtliche Kundenzahl auf, beispielsweise book-n-drive als größter Anbieter im Rhein-Main-Gebiet mit über 1.000 Fahrzeugen und 90.000 Kunden (Stand Juli 2024) in Frankfurt am Main, Wiesbaden, Mainz, Darmstadt, Oberursel (Taunus), Offenbach am Main und Rüsselsheim oder Stattauto München mit etwa 450 Fahrzeugen und 17.000 Teilnehmern im Großraum München oder Stadtmobil Südbaden mit über 9.000 Teilnehmern in Freiburg und 30 weiteren Städten und Gemeinden in Mittel- und Südbaden (Stand Juli 2016).
Weitere Angebote:
- Die Drive-Carsharing GmbH nahm als erstes Carsharing-Unternehmen auch Elektroautos mit in die Flotte auf. Diese werden zurzeit in Düsseldorf und Köln angeboten, wobei die Stadtwerke Düsseldorf AG und die RheinEnergie AG als Partner an diesem Projekt beteiligt sind.[24][25]
- In Berlin hat der amerikanische klassische Autovermieter Hertz sein 2008 gegründetes „on demand“ (ad hoc) Carsharing-Modell Hertz on Demand eingeführt. Hierbei bucht der Kunde nicht wie bei Autovermietungen üblich über die Firmenzentrale, sondern über das dazugehörige Internetportal, und er ist nicht auf die festen Anmietbüros des Unternehmens festgelegt. Auch ist das Preisschema völlig unterschiedlich. Im Mai 2013 wurde das Carsharing-Angebot in Hertz 24/7 umbenannt.[26]
- Die in Dresden ansässige BSMRG GmbH hat sich unter dem Namen CarlundCarla.de ausschließlich auf Nutzfahrzeuge im Carsharing spezialisiert. Was 2013 mit einem einzelnen T4 Transporter begann[27][28], ist mittlerweile ein Unternehmen mit einer Flotte von über 1250 Fahrzeugen (Stand 2023)[29] in 37 Städten in Deutschland, bestehend aus VW Craftern und T6 Transportern. Die Transporter werden teilweise auch mit neun Sitzen für den Personentransport angeboten. Seit 2021 testet CarlundCarla die ersten Abt e-Transporter 6.1 von VW um den Einstieg in die Elektromobilität vorzubereiten. 2018 war das Startup-Unternehmen Teil des Inkubator-Programms der Gläsernen Manufaktur von Volkswagen.[30] 2023 wurde das Unternehmen mit dem Sächsischen Unternehmerpreis[31] ausgezeichnet.

#### Verbreitung
Die Verbreitung von Carsharing ist in Deutschland sehr unterschiedlich. Karlsruhe ist mit heute 5,35 Autos pro 1.000 Einwohner Spitzenreiter. In den Millionenstädten Hamburg, München und Stuttgart ist Carsharing auch sehr verbreitet, allerdings weniger das klassische Carsharing dafür aber umso mehr Free-floating-Angebote.
Insgesamt gab es zu Beginn des Jahres 2025 in Deutschland nur 25.400 Fahrzeuge, die für Carsharing eingesetzt wurden. Mithin stellt Carsharing derzeit „lediglich eine Nische“ dar.
Bis heute beschränkt sich erfolgreiches Carsharing auf dichter besiedelte Gebiete. Dadurch ist das Konzept für in ländlichen Gebieten lebende Personen oft nicht besonders interessant und daher weniger verbreitet. Es gibt dennoch auch kleinere Projekte, die Carsharing auch außerhalb von Ballungsräumen etablieren wollen.
Der BwFuhrparkService bietet einen als BwCarsharing betitelten Leihdienst für Angehörige der Bundeswehr mit über 300 Fahrzeugen an.

### Österreich

#### Geschichte
Im Jahr 1992 wurden erste Carsharing-Initiativen nach deutschem und Schweizer Vorbild gegründet. Es entstand AutoTeilen Österreich (ATO) (Austrian Carsharing). Anfang 1995 erhielt die Forschungsgesellschaft Mobilität (FGM), Graz den Auftrag AutoTeilen und sein Potential in Österreich zu beforschen. 1996 gab AutoTeilen Österreich eine Garantie ab, dass die Autofreie Mustersiedlung, Wien mit Carsharing versorgt wird. Dadurch wurde der Bau von 225 Garagenstellplätzen verhindert und die eingesparten Kosten in sozial- und umwelttechnische Anlagen investiert. 1999 ging der Wohnblock mit 5 Carsharingautos der Firma Denzeldrive GmbH in Betrieb. Denzels Carsharing (Denzeldrive GmbH) übernahm 1997 Autoteilen.
Von 1997 bis 2011 war Denzel zunächst alleiniger Anbieter für Carsharing in Österreich. Die Denzel Mobility CarSharing GmbH wurde 2008 als Joint Venture der Wolfgang Denzel Auto AG und der Mobility CarSharing Schweiz gegründet und führender Carsharing-Anbieter in Österreich. Mit August 2012 erfolgte nach der Übernahme durch Zipcar die Änderung des Firmennamens in Zipcar Austria GmbH.
Das Unternehmen bot rund 200 Fahrzeuge in neun Preiskategorien an über 100 Standorten in Wien, Innsbruck, Salzburg, Graz sowie weiteren Städten zu stunden- und kilometerbasierten Tarifen an. Kooperationen mit öffentlichen Verkehrs-Anbietern wie zum Beispiel den ÖBB, den Wiener Linien und Betreibern öffentlicher Verkehrsmittel in den Bundesländern komplettierten das Mobilitätskonzept. Im Juli 2017 gab Zipcar bekannt, sich aus dem österreichischen Markt zurückzuziehen.

#### Kommerzielles Angebot
Im August 2016 fuhren in Wien 1.200 Fahrzeuge kommerzieller Carsharing-Anbieter.
- Free2move bietet rund 700 Fahrzeuge in Wien zur stationslosen Ausleihe an.
- ÖBB Rail & Drive nennt sich das Carsharing-Angebot der Österreichische-Bundesbahnen-Tochter Rail Equipment GmbH & Co KG, das es seit 2017 in Österreich gibt. Der Anbieter ist in 22 Städten innerhalb Österreichs mit 260 Fahrzeugen vertreten. Bei dem Angebot handelt es sich um einen stationsbasierten Carsharing-Dienst mit Fokus auf Anmietung von Fahrzeugen bei Bahnhöfen der ÖBB. Zum Einsatz kommen Fahrzeuge verschiedener Marken wie VW, BMW, Renault und Citroen.[40]

Im September 2016 erschien die von den Bundesministerien für Wissenschaft und Verkehr sowie Umwelt und dem Land Steiermark finanzierte Studie „Carsharing“.

### Schweiz
1987 entstanden in der Schweiz zwei Carsharing-Genossenschaften, die AutoTeilet-Genossenschaft (ATG) in Stans und die ShareCom in Zürich. Anfangs wurden diese Unternehmen durch ehrenamtliche Arbeit getragen. Ein weiterer Anbieter war CopAuto in Genf, der sich nur kurzfristig von 1993 bis 1995 halten konnte und von der ATG übernommen wurde.
1997 fusionierten die ATG und die ShareCom zur Mobility Genossenschaft, die in der Folge die technische Weiterentwicklung vorantrieb. Sie ging verschiedene Kooperationen mit Schweizer Verkehrsverbunden und Firmen ein und lizenzierte ihr selbst entwickeltes Reservierungssystem nach Österreich und Spanien. Mobility Genossenschaft, die mit Abstand größte Carsharing-Organisation in der Schweiz, hatte Ende 2014 120.000 Kunden und verfügte über 2700 Autos auf 1400 Standplätzen.
Von 2014 bis 2019 gab es mit der Mobility-Tochter Catch a Car einen Anbieter von stationsungebundenem Carsharing in den Städten Basel und Genf. 2019 wurde Catch a Car in das Mobility-System integriert.
Am 16. März 2020 wurde bekannt gegeben, dass die Sharoo-Vermieter von der Carsharing-Plattform 2EM übernommen werden. In einem Schreiben an alle Nutzer im April 2020 kündigte die Sharoo AG ihren Rückzug vom Schweizer Markt per 31. Mai 2020 an. Die AMAG-Gruppe löste das Unternehmen auf und ersetzte es durch Ubeeqo.
Mit Stand von Ende 2022 listet das Bundesamt für Energie auf der Website von EnergieSchweiz zehn klassische Carsharing-Anbieter in der Schweiz. Dazu kommen vier Peer-to-Peer-Carsharing-Anbieter. Der klassische Carsharing-Anbieter Swiss E-Car AG, ein Gemeinschaftsunternehmen des Aargauer Stromkonzerns AEW Energie und der regionalen Stromversorgerin Eniwa, will sich ab 2024 auf nationaler Ebene ausbreiten.

### Europa
Unter dem Namen European Car Sharing (ECS) beschlossen 1991 die führenden Carsharing-Anbieter aus Dänemark, Deutschland, Italien, Norwegen und der Schweiz eine Kooperation. Dadurch ermöglichten sie ihren Mitgliedern im Rahmen des kombinierten Verkehrs auch länderübergreifendes Carsharing. Der ECS wurde 2007 wieder aufgelöst.
In Frankreich wurde 2002 die Kooperative Citiz gegründet (damals unter dem Namen France-Autopartage). Sie vereint 15 Anbieter in mehr als 80 französischen Städten.
In Paris gibt es mehrere Carsharing-Organisationen, beispielsweise Communauto (ehemals Mobizen), Avisondemand (ehemals Okigo, von AVIS & VINCI), Ubeeqo (ehemals Carbox, 2015 übernommen von Europcar) und Free2move.
Move About (ehemals Th!nk About) wurde im Jahr 2007 von Jan-Olaf Willums in Norwegen gegründet und bietet ausschließlich CarSharing-Lösungen mit Elektroautos an. Motto des Unternehmens ist Zero Hassle – Zero Emission. Willums war Vorstand des Norwegischen Elektroauto-Herstellers Think Global AS, der das erste europaweit zugelassene Elektroautomobil (M1-Homologation), den Th!nk City produziert. Mittlerweile ist Move About in mehreren Ländern Europas vertreten und herstellerunabhängig. Move About bietet institutionellen und privaten Kunden „Mobility on Demand“ an, im privaten Bereich oft auch als CarSharing bezeichnet.
Zipcar, ein zwischenzeitlich von der Avis Gruppe übernommenes Startup, ist neben den Heimatmärkten USA und Kanada auch Großbritannien aktiv.

### Vereinigte Staaten
Mit dem Beginn der US-Benzinrationierung am 1. Dezember 1942 wurde verstärkt für die Bildung von Fahrgemeinschaften und das Carsharing geworben. Auf einem Plakat mit „When you ride ALONE you ride with Hitler! Join a Car-Sharing Club TODAY!“.
In San Francisco gab es 1983 das Pilotprojekt Short-Term Auto Rental (STAR) mit 55 Fahrzeugen. Das Vorhaben wurde bereits nach 18 Monaten beendet. Die Wirkung auf die Verkehrsentwicklung wurde als zu gering angesehen, weil unter anderem nur 17 % der Nutzer ihr eigenes Fahrzeug verkauft hatten. Allerdings verschoben bereits 43 % den Kauf eines Fahrzeugs.
1998 entstand Car Sharing Portland in Portland (Oregon), das im Jahr 2000 in Flexcar mit Sitz in Seattle (Washington) aufging. Ebenfalls 2000 wurde Zipcar in Cambridge (Massachusetts) von Cameron Russell nach dem Vorbild der deutschen und schweizerischen Systeme gegründet.
2007 schlossen sich Zipcar und Flexcar zusammen. Aufgrund der geringen Siedlungsdichte der USA konzentriert sich das Unternehmen auf Ballungsräume und Hochschulstandorte. Mit über 9000 Fahrzeugen und 700.000 Mitgliedern wurde Zipcar der größte Carsharing-Anbieter der Welt. In Frankfurt am Main befand sich der einzige deutschlandweite Standort, in Österreich war der Anbieter in verschiedenen Städten vertreten.
Im Jahre 2008 beteiligten sich folgende Unternehmen an einer Untersuchung in den USA und Kanada: AutoShare, City Carshare, CityWheels, Community Car Share of Bellingham, CommunAuto, Community Car, Co-operative Auto Network, IGo, PhillyCarShare, VrtuCar und Zipcar. Von den 9635 Teilnehmern kamen 6895 aus den USA.
2010 startete Car2go mit 200 Fahrzeugen in Austin und weitete sein Angebot auf neun Städte in den USA aus. Im Jahr 2014 überschritt die Zahl der Kunden weltweit eine Million. Anfang 2019 standen über 4000 Fahrzeuge in den USA zum Verleih. Am 18. Dezember 2019 teilte Share Now, der Zusammenschluss der Carsharing-Anbieter car2go und DriveNow, mit, dass Ende Februar 2020 der Betrieb sowohl in den gesamten USA als auch in Kanada eingestellt wird, da das Geschäft trotz großer Investitionen wegen eines geringen Kundenzuspruchs nicht wirtschaftlich betrieben werden konnte.
General Motors kündigte im Mai 2019 an, seinen 2016 gestarteten Carsharing-Dienst Maven in acht Städten einzustellen, was eine Reduzierung des Angebotes um mehr als die Hälfte bedeutet.

### China
In China hat die Firma Kandi Technologies Group Inc. in Zusammenarbeit mit dessen Tochterunternehmen Zhejiang Kandi Vehicles Co., Ltd. sowie dem Autobauer Geely ein Carsharing-Projekt begonnen, an dessen Abschluss 100.000 Carsharing-Autos für chinesische Carsharer zur Verfügung stehen sollen. Die Marke ist Kandi. In Hangzhou wurde ein Anfang gemacht; allmählich breitet sich das Projekt über andere Gegenden wie die Großstädte Shanghai und Chengdu sowie die Regionen Jiangsu und Hainan aus.

## Entwicklungsperspektiven
Seit den 1990er Jahren weist Carsharing hohe Zuwachsraten bei den privaten Nutzern auf. Außerdem haben Unternehmen ihre geschäftlich genutzten Fahrzeuge teilweise auf Carsharing umgestellt, auch Corporate Carsharing genannt, welches zum Ziel hat die Kosten pro Fahrzeugkilometer zu senken. Weitere Impulse gehen von den langfristig steigenden Benzinpreisen aus. Innovative Konzepte zielen darauf ab, Privatfahrzeuge zu vermieten. So werden keine neuen Fahrzeuge angeschafft.
Durch die Förderung, die Öffentlichkeitswirkung und die damit verbundene Umweltentlastung könnte Carsharing zum Testfeld für Elektromobilität werden. Allerdings sind die Kunden bisher nicht bereit, die erhöhten Anschaffungs- und Betriebskosten für Elektrofahrzeuge zu tragen.
Auch könnte das Carsharing zukünftig in die Nutzung des ÖPNV in Verbindung mit dem sogenannten Bürgerticket integriert werden.
Im Zuge des Forschungsprojekts „SynArea“ wurde ein für ländliche und suburbane Regionen optimiertes Carsharing-System konzipiert. Es zeichnet sich gegenüber den bestehenden urbanen Systemen durch neuartige Fahrzeuge aus, welche zwecks leichterer Wiederverteilung zu Gespannen gekuppelt werden können und in einem langsamen Modus auch führerscheinfrei verwendbar sind. Zur Finanzierung soll darüber hinaus eine mit dem Leihsystem abgestimmte Umgestaltung des öffentlichen Verkehrs beitragen.
Sollten autonome Autos zur Serienreife entwickelt und zugelassen werden, könnte dies einige Nachteile des Carsharings ausgleichen. Ein Fahrzeug könnte den Kunden autonom am Wunschort abholen und sich am Ziel selbständig einen Parkplatz suchen. Zudem könnten die Anbieter die Fahrzeuge effizienter einsetzen, da diese je nach Bedarf selbständig in Gebiete mit hoher Nachfrage fahren könnten. Eine Studie aus dem Jahr 2013 geht davon aus, dass diese Perspektive das Potential hat, mehr als 90 Prozent des Fahrzeugbestandes überflüssig machen zu können.
Im Mai 2014 gab Google bekannt, dass 100 Testfahrzeuge gebaut werden sollen. Dabei soll auf Lenkrad, Bremse und Gaspedal verzichtet werden. Die Fahrzeuge sind Elektroautos. Die Fahrzeuge sollen nicht in Privatbesitz wechseln, sondern quasi als führerlose Taxis bzw. Transportkapseln dienen. In einem Video zeigt Google, wie Privatpersonen den Prototyp testen. Google vereint damit die neuen Prinzipien Elektroauto, autonomes Fahren und Car-Sharing (s. a. Autonomes Landfahrzeug).

## Kritik

### Sammlung von Benutzerdaten
Das Verleihen von Fahrzeugen erzeugt viele Daten zur Nutzung, die Firmen kommerziell nutzen können. Im Rahmen des Plattformkapitalismus fokussieren sich Unternehmen daher darauf, Nutzungs- und Standortdaten von Kunden, die Carsharing-Angebote nutzen, zu sammeln und im Rahmen der jeweils geltenden Datenschutzrichtlinien gewinnbringend weiterzuverwenden. Da diese Daten den Unternehmen unmittelbar gehören, haben die Kunden nur sehr begrenzten Einfluss auf deren Weiterverarbeitung. „Öffentlicher Verkehr ist dann wie Facebook.“
Die zumeist von Automobilherstellern betriebenen Mobilitätsplattformen, über die auch Carsharing-Dienste angeboten werden, greifen auf von großen IT-Unternehmen betriebene intermediäre Plattformen wie etwa Google Maps zurück, um ihre Dienste anbieten zu können. Diese Tech-Giganten haben somit Zugriff auf eine immense Menge an Nutzungsdaten und dementsprechend auch eine erhebliche Macht zur Gestaltung urbaner Räume. Da diese Macht aber nur mit einer sehr geringen Rechenschaftspflicht gegenüber staatlichen oder gesellschaftlichen Institutionen einhergeht, ist der Druck, in lokale Verkehrsversorgungsbedarfe zu investieren äußerst marginal.

### Exkludierender Charakter der Dienstleistung
Als problematisch wird häufig auch die Art und Weise, wie Carsharing-Angebote an Standorten implementiert werden, angesehen, da die hierfür zuständigen Privatunternehmen in der Regel nur aus ökonomischen Motiven handeln. So beschränken sich die Angebote meist auf Ballungsgebiete, da dort die Menschen, die Carsharing-Dienste am häufigsten in Anspruch nehmen, beheimatet sind. Es handelt sich dabei vor allem um Personen, die über einen hohen Bildungsgrad sowie ein überdurchschnittliches Einkommen verfügen und alleine leben. Die Mobilitätsbedürfnisse von Menschen in ländlichen Räumen sowie von Personen mit eher geringen finanziellen Spielräumen bleiben folglich unberücksichtigt. Darüber hinaus ist die Nutzung von Carsharing-Angeboten sehr voraussetzungsvoll. Potentielle Nutzer müssen ein hohes Maß an digitaler Kompetenz an den Tag legen, um Carsharing-Fahrten anmelden und bezahlen zu können. Vor allem älteren Menschen fehlt dieses Wissen allerdings oftmals, sodass sie Carsharing-Dientsleistungen nicht in Anspruch nehmen können.
Carsharing ermöglicht zwar insgesamt mehr Menschen Zugang zu einem Auto, da z. B. Anschaffungskosten entfallen, jedoch sind Carsharing-Angebote bislang nur an Orten existent, an denen es bereits gut ausgebaute ÖPNV-Angebote und zumeist auch gute Radfahrmöglichkeiten gibt. Sie treten damit in unmittelbare Konkurrenz zum öffentlichen und nicht motorisierten Verkehr. Damit bleibt eine Vielzahl an Chancen, die Carsharing und Smart Mobility-Dienstleistungen im Allgemeinen durchaus bieten, ungenutzt, denn „Technologien einer digitalen Konnektivität können genauso gut dazu genutzt werden, motorisierten Verkehr aus der Stadt zu halten und Fußverkehr sowie kostenfreien öffentlichen Transport zu befördern, um den Straßenraum als gesunden, sicheren und gemeinschaftlich geteilten öffentlichen Raum nutzen zu können.“ In seiner aktuellen Ausprägung verfolgt Carsharing also nicht primär das Ziel, soziale Ungleichheiten in Bezug auf Mobilität abzubauen, sondern soll in erster Linie Profit generieren.

### Feministische Kritik
In Europa nutzen Männer deutlich öfter Carsharing-Angebote als Frauen. Da das Mobilitätsverhalten von europäischen Frauen häufig durch Wegeketten geprägt ist, scheint es so, als würde Carsharing auch hier grundlegende Mobilitätsbedürfnisse nicht befriedigen können.
Aus feministischer Perspektive wird kritisiert, dass Carsharing nicht dazu genutzt wird, mit dem Konzept der autogerechten Stadt zu brechen und dadurch der Androzentrismus in der Verkehrspolitik bestehen bleibt. Verkehrspolitik in Industriegesellschaften fokussiert sich seit Jahrzehnten darauf, möglichst große Distanzen in möglichst kurzer Zeit zu überwinden. Leitbild für verkehrspolitische Maßnahmen ist dabei der männliche Arbeitnehmer, der mit dem Auto stets ohne Umwege zwischen Wohnort und Arbeitsstelle pendelt. Carsharing setzt diese Tradition insofern fort, als das die von den Anbietern genutzten Algorithmen einen Gender-Data-Gap produzieren: Mithilfe der Algorithmen bestimmen die Carsharing-Anbieter, zu welchem Zeitpunkt wie viele Autos für Kunden zur Verfügung stehen. Da mehrheitlich Männer Carsharing-Angebote nutzen, wird das Angebot auch stets für diese optimiert. Für Frauen, die eher ein anderes Mobilitätsverhalten an den Tag legen als Männer, bleibt das Angebot daher tendenziell unattraktiv.